# تاكوما أوكا
تاكوما أوكا (باليابانية: 岡 卓磨) (13 يوليو 1991 في توكوشيما في اليابان – )؛ هو لاعب كرة قدم كان يلعب كمهاجم.

## وصلات خارجية
- تاكوما أوكا على موقع Soccerway.com (الإنجليزية)